# 岩国ユースホステル
岩国ユースホステル（いわくにユースホステル）は、日本ユースホステル協会に加盟していた山口県のユースホステル。
1955年に開業し、旅館、国民宿舎と兼営していた『半月庵ユースホステル』が、現在地に1975年に新築移転したもの。鉄筋2階建てで、旅館 半月庵が所有していた。
2012年6月1日より長期休館となった後、2021年4月6日に閉館した。建物は解体されている。

## アクセス
- 山陽本線岩国駅からバスで錦帯橋行20分錦帯橋下車 徒歩20分 山陽新幹線新岩国駅からバスで岩国行急行11分錦帯橋下車